# Албертина Мария фон Зайн-Витгенщайн-Берлебург
Албертина Мария фон Зайн-Витгенщайн-Берлебург (на немски: Albertina Maria von Sayn-Wittgenstein-Berleburg) е графиня от Зайн-Витгенщайн-Берлебург и чрез женитба графиня на Изенбург-Бюдинген-Вехтерсбах в Хесен и основава новата линия Изенбург-Вехтерсбах.

## Биография
Родена е на 29 януари 1663 година в Берлебург. Тя е дъщеря на граф Георг Вилхелм фон Зайн-Витгенщайн-Берлебург (1636 – 1684) и първата му съпруга Амели Маргерит де Ла Плац (1635 – 1669), дъщеря на маркиз Франсоа де Ла Плац, губернатор на Реес († 1666), и Анна Маргарета фон Бредероде († 1635).
Баща ѝ Георг Вилхелм се жени втори път на 13 ноември 1669 г. за графиня София Елизабет фон Вид (1651 – 1673) и трети път на 24 юни 1674 г. за графиня Шарлота Амалия фон Изенбург-Бюдинген-Офенбах (1651 – 1725).
Албертина Мария фон Зайн-Витгенщайн-Берлебург се омъжва на 1 юли 1685 г. в Берлебург за граф Фердинанд Максимилиан I фон Изенбург-Бюдинген-Вехтерсбах (1661 – 1703), син на граф Йохан Ернст фон Изенбург-Бюдинген (1625 – 1673) и графиня Мария Шарлота фон Ербах-Ербах (1631 – 1693). Сестра ѝ Амалия Хенриета (1664 – 1733) се омъжва на 9 февруари 1733 г. за граф Георг Албрехт (1664 – 1724), брат на нейния съпруг Фердинанд Максимилиан I.
През 1687 г. Фердинанд Максимилиан I прави Вехтерсбах за своя резиденция и основава новата линия Изенбург-Вехтерсбах.
Албертина Мария фон Зайн-Витгенщайн-Берлебург умира на 29 ноември 1711 година във Вехтерсбах, на 48-годишна възраст.

## Деца
Албертина Мария фон Сайн-Витгенщайн-Берлебург и граф Фердинанд Максимилиан I фон Изенбург-Бюдинген-Вехтерсбах имат четиринадест деца, от които само три порастват:
- Вилхелмина Ернестина (1686 – 1686)
- Мария Шарлота (1687 – 1716), омъжена на 18 декември 1711 г. във Вехтерсбах за граф Казимир фон Сайн-Витгенщайн-Берлебург (1687 – 1741)
- Фридрих Вилхелм (1688 – 1688)
- Емилия Албертина (1689 – 1758)
- Фердинанд (1691 – 1701)
- Фердинанд Максимилиан II (1692 – 1755), граф на Изенбург-Бюдинген във Вехтерсбах, женен I. на 28 май 1713 г. в Бюдинген за графиня Албертина Ернестина фон Изенбург-Бюдинген (1692 – 1724), II. на 7 декември 1725 г. в Гедерн за графиня Ернестина Вилхелмина фон Щолберг-Гедерн (1695 – 1759)
- Кристина Луиза (1693 – 1693)
- Фридрих Магнус (1694 – 1694)
- Георг Август (1695 – 1696)
- дъщеря (*/† 1696)
- Амалия Албертина Вилхелмина (1699 – 1699)
- Вилхелм (1700 – 1747), граф на Изенбург-Бюдинген във Вехтерсбах-Ронебург, женен през 1730 г. в Дюркхайм за графиня Йохана Поликсена фон Лайнинген-Дакхсбург-Харденбург (1709 – 1750)
- Густав Адолф (1702 – 1703)
- Йохан Ернст (1703 – 1704)